# 琵琶湖汽船食堂
琵琶湖汽船食堂 (びわこきせんしょくどう)は、かつて滋賀県大津市に存在した琵琶湖汽船の子会社。京阪グループに属していた。

## 会社概要
琵琶湖汽船の子会社として、京阪電鉄の駅構内に展開する飲食業立ち食いそば・うどん店の麺座（旧「比叡」）や、「道の駅びわ湖大橋米プラザ」でのレストランの運営。浜大津アーカス内の「大津ボウル」「カラオケステーションB-WAVE」の運営。滋賀県の運営する滋賀県立びわ湖フローティングスクールの学習船「うみのこ（湖の子）」の船内食堂業務の受託、有料道路（近江大橋）の料金徴収業務受託などを行っていた。
当社が2010年7月1日琵琶湖汽船に吸収合併される直前、2010年6月10日にびわこフードサービスが設立され、当社の一部事業を継承した。

## 沿革
- 1972年12月1日 - 会社設立。
- 1974年10月 - 京阪丹波橋駅構内にうどんの店「比叡」を開店。
- 1975年
  - 1月 - 浜大津駅前の京阪レークセンター内にレストラン「オーディン」を開店。
  - 7月 - 藤森駅側の藤森ダイエー前にファミリーレストラン「ジョイ」を開店。
  - 11月 - 京阪牧野駅構内に「比叡 牧野店」を開店。
  - 11月 - 汽船タクシー石山営業所に「比叡 石山店」を開店。
- 1976年11月 - 京阪山科駅構内に「比叡 山科店」を開店。
- 1977年4月 - 京阪中書島駅構内に「比叡 中書島店」を開店。
- 1978年
  - 3月 - 藤の森ローズセンターに「ジョイフル藤森店」を開店。
  - 3月 - 京阪枚方公園駅構内に「比叡 枚方公園店」を開店。
  - 4月 - 京阪寝屋川市駅構内に「比叡 寝屋川店」を開店。
  - 11月 - 「比叡 石山店」を閉店。
- 1979年2月 - 京阪三条駅構内に「比叡 三条店」を開店。
- 1980年11月 - 淀競馬場内に「レストラン京阪」を開店。
- 1981年4月 - 京阪レークセンター内にレストラン「ジョイフル浜大津店」を開店。
- 1983年7月 - 滋賀県の学習船「うみのこ（湖の子）」の船内食堂業務の受託。
- 1984年3月24日 - 会社を解散する京阪ロードサービスより「びわ湖大橋レストハウス（現・道の駅びわ湖大橋米プラザのレストラン）」・京阪びわ湖大橋テニスクラブ内の牛丼店マクドナルド・びわ湖ローズタウン内「ジョイフル向陽店」の4店舗が琵琶湖汽船に譲渡されたため運営を委託される。
- 1998年4月23日 - 浜大津アーガスAM館開業、館内の琵琶湖汽船の経営する「大津ボール」「カラオケB-WAVE」の運営を受託[2]。
- 2005年 - この年までに駅中うどん店「比叡」は丹波橋駅・中書島駅・寝屋川市駅の3駅のみ。
- 2007年6月 - 「比叡」は改装をして店名を『麺座』に変更。
- 2008年9月18日 - 「ピエリ守山」内、フードコートに出店。
- 2009年
  - 3月 - 「大津PARCO」に『麺座食堂』を出店。
  - 10月 - 「浜大津アーカス」内のレストランゾーンに、うどん・丼物・コーヒー・アイスクリームの店を出店。
- 2010年7月1日 - 琵琶湖汽船に吸収合併される、「麺座」はびわこフードサービスへ譲渡。

※沿革は京阪電気鉄道開業90周年記念誌『町をつなぐ 心をむすぶ』43頁の写真、52-80頁「写真で振り返る80年」、216頁「グループ会社一覧」・京阪電気鉄道開業100周年記念誌『京阪百年のあゆみ』321頁「ロードサービス事業の展開」、325頁「琵琶湖汽船の再建(1950年代)」、391－392頁「琵琶湖汽船食堂」「ロードサービス事業の再編」、568頁「浜大津アーカスAM館のオープン」、569－570頁「琵琶湖汽船の再建と琵琶湖周辺事業」・『京阪百年のあゆみ』資料編174頁会社概要「消滅会社および資本外となった会社」、180－265頁の年表を元に構成しました。